# Горњи Рогатец
Горњи Рогатец (словен. Gornji Rogatec) је мало насеље у општини Гросупље у централној Словенији покрајина Долењска. Општина припада регији Средишња Словенија.
Налази се на надморској висини 407,3 м, површине 0,77 км². Приликом пописа становништва 2002. године насеље је имало 25 становника.

## Име
Име насеља је промењен из  Рогатец  у  Горњи Рогатец  1955. године.

## Културно наслеђе
Локална црква је посвећена Светом Мартину и припада парохији Светог Јурија у Гросупљу. Првобитно је била готском стилу који је рестилизован у 19. веку.